# USS Topeka (SSN-754)
| USS Topeka (SSN-754)       | USS Topeka (SSN-754)                                                   | USS Topeka (SSN-754)                                                   |
| -------------------------- | ---------------------------------------------------------------------- | ---------------------------------------------------------------------- |
| USS Topeka (SSN-754)       |                                                                        |                                                                        |
|                            |                                                                        |                                                                        |
|                            |                                                                        |                                                                        |
| Порт приписки              | Перл-Гарбор, Гаваї                                                     | Перл-Гарбор, Гаваї                                                     |
| Спуск на воду              | 23 січня 1988 року                                                     | 23 січня 1988 року                                                     |
| Сучасний статус            | в активній службі                                                      | в активній службі                                                      |
| Проєкт                     |                                                                        |                                                                        |
| Тип ПЧ                     | ПЧАРК                                                                  | ПЧАРК                                                                  |
| Розробник проєкту          | Electric Boat, Newport News Shipbuilding                               | Electric Boat, Newport News Shipbuilding                               |
| Класифікація НАТО          | Los Angeles class                                                      | Los Angeles class                                                      |
| Основні характеристики     |                                                                        |                                                                        |
| Швидкість (надводна)       | 15 вузлів                                                              | 15 вузлів                                                              |
| Швидкість (підводна)       | 32 вузла                                                               | 32 вузла                                                               |
| Робоча глибина занурення   | 240 метрів                                                             | 240 метрів                                                             |
| Екіпаж                     | 12 офіцерів, 98 матросів                                               | 12 офіцерів, 98 матросів                                               |
| Розміри                    |                                                                        |                                                                        |
| Довжина найбільша (по КВЛ) | 110,3 м                                                                | 110,3 м                                                                |
| Ширина корпусу найб.       | 10 м                                                                   | 10 м                                                                   |
| Середня осадка (по КВЛ)    | 9,4 м                                                                  | 9,4 м                                                                  |
| Водотоннажність надводна   | 6229 тонн                                                              | 6229 тонн                                                              |
| Озброєння                  |                                                                        |                                                                        |
| Торпедно- мінне озброєння  | 4х533-мм торпедні апарати                                              | 4х533-мм торпедні апарати                                              |
| Ракетне озброєння          | 12 вертикальних шахт, призначених для пусків ракет Harpoon і Tomahawk. | 12 вертикальних шахт, призначених для пусків ракет Harpoon і Tomahawk. |

USS Topeka (SSN-754) — багатоцільовий атомний підводний човен, є 43-тім в серії з 62 підводних човнів типу «Лос-Анджелес», побудованих для ВМС США. Він став третім кораблем ВМС США з таким іменем, названий на честь міста Топіка, столиці штату Канзас. Призначений для боротьби з підводними човнами і надводними кораблями противника, а також для ведення розвідувальних дій, спеціальних операцій, перекидання спецпідрозділів, нанесення ударів, мінування, пошуково-рятувальних операцій.
Контракт на будівництво був присуджений 28 листопада 1983 року верфі Electric Boat компанії «General Dynamics Electric Boat», розташованої в місті Гротон, штат Коннектикут. Церемонія закладання кіля відбулася 13 травня 1986 року. Спущений на воду 23 січня 1988 року. Хрещеною матір'ю човна стала Елізабет Доул, дружина сенатора Роберта Доула від штату Канзас. Церемонія введення в експлуатацію відбулася 21 жовтня 1989 року. Порт приписки Сан-Дієго, штат Каліфорнія. З лютого 1996 року порт приписки Перл-Гарбор, Гаваї. З жовтня 2002 року порт приписки знову Сан-Дієго, штат Каліфорнія. З 29 травня 2015 року порт приписки військово-морська база Апра, Гуам. З грудня 2020 року порт приписки Перл-Гарбор, Гаваї.